# Le Club des Créateurs de Beauté

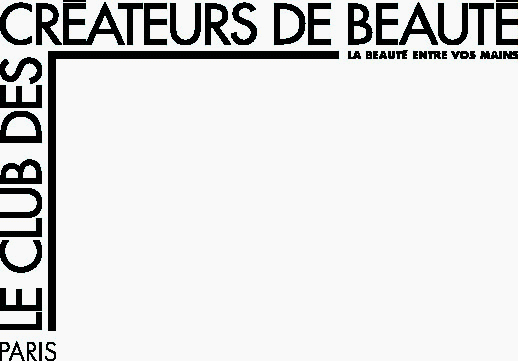
Logo

Le Club des Créateurs de Beauté ist eine Kosmetik-Marke der L’Oréal Gruppe, die Kosmetik von verschiedenen Marken und Experten über den Versandhandel anbot, u. a. von agnès b., Cosmence, Jean-Marc Maniatis, Prof. Christine Poelman, Fifi Chachnil und Christophe Felder.

Le Club des Créateurs de Beauté war in Frankreich, Deutschland, Österreich und Japan präsent.

1987 wurde Le Club des Créateurs de Beauté als Joint Venture zwischen 3 Suisses International und L’Oréal gegründet. Das Unternehmen hatte 2007 140 Beschäftigte und 76 Millionen Euro Umsatz, was einem Rückgang von 31 % innerhalb von 3 Jahren entsprach. 2008 übernahm L’Oréal die Anteile des Joint-Venture-Partners und wurde alleiniger Eigentümer der Marke.
Die Marke hatte 2010 die meistbesuchte Kosmetikinternetseite in Frankreich vor Yves Rocher.
Im ersten Halbjahr 2014 wurde der Vertrieb weltweit eingestellt.